# أبو لبابة الأنصاري
أبو لبابة بن عبد المنذر صحابي من الأنصار من بني أمية بن زيد من الأوس، استخلفه النبي محمد ﷺ على المدينة المنورة في غزوتي بدر والسويق، وشهد معه باقي المشاهد، وقيل أنه ممن تخلّفوا عن غزوة تبوك، وندم على ذلك، فربط نفسه في سارية المسجد النبوي أيامًا إلى أن حلّه النبي محمد بيده، وقد توفي أبو لبابة في خلافة علي بن أبي طالب.

## سيرته
اختلف المؤرخون وعلماء الرجال في اسم أبي لبابة وخلطوا بين شخصه ورفاعة بن عبد المنذر، فقال ابن إسحاق وأحمد بن حنبل ويحيى بن معين وأبو زرعة الرازي ومسلم بن الحجاج أن أبو لبابة هو رفاعة، وقال موسى بن عقبة وابن هشام وخليفة بن خياط وابن شهاب الزهري أن اسمه بشير. وذهب الذين جزموا أنه رفاعة إلى أنه ممن شهدوا بيعة العقبة الثانية، وقال بعضهم أنه كان من النقباء الإثني عشر. ولما خرج المسلمون للقاء قريش يوم بدر، ردّ النبي محمد أبا لبابة أميرًا على المدينة المنورة في غيابه، وضرب له بسهم بعد المعركة كمن شهدها. كما استخلفه النبي أيضًا على المدينة لما خرج إلى غزاة السويق. ثم شهد أبو لبابة مع النبي محمد باقي غزواته، وقيل أنه ممن تخلّفوا عن غزوة تبوك، وندم على ذلك، فربط نفسه في سارية المسجد النبوي أيامًا إلى أن حلّه النبي محمد بيده. وكان أبو لبابة حامل راية بطون بني عمرو بن عوف يوم الفتح.
توفي أبو لبابة بن عبد المنذر في خلافة علي بن أبي طالب، وقيل بعد سنة 50 هـ. وقد خلف أبو لبابة من الولد السائب أمه زينب بنت خذام بن خالد الأوسية، ولبابة التي تزوجها زيد بن الخطاب وأمها نسيبة بنت فضالة بن النعمان الأوسية.

## وفاته
بعد وفاة الرسول صلى الله عليه وسلم انضم إلى الجيش الذي كونه خالد بن الوليد وتوجه إلى حرب الردة باليمامة لمقاتلة مسيلمة ثم إلى العراق والشام وفلسطين ومصر وحضر فتح دمشق وحرب اليرموك، ثم قدم إلى أفريقية (تونس حاليا) في خلافة عثمان بن عفان وظل بها إلى أن وافته المنية في عهد الإمام علي بن أبي طالب عن سن تناهز 80 سنة في مكان يسمى وادي الغيران بجهة مارث ونقل جثمانه إلى ربوة أبي لبابة في مدينة قابس حيث يوجد مقامه الحالي.

## روايته للحديث النبوي
- روى عن: النبي محمد[4] وعمر بن الخطاب.[3]
- روى عنه: ولداه السائب وعبد الرحمن وعبد الله بن عمر بن الخطاب وابنه سالم بن عبد الله بن عمر بن الخطاب ومولاه نافع وعبد الله بن كعب بن مالك وعبد الرحمن بن يزيد بن جابر وعبيد الله بن أبي يزيد المكي[4] وسلمان الأغر.[3]
- الجرح والتعديل: روى له البخاري ومسلم وأبو داود ومحمد بن ماجه.[3]